# 子申国
子申国是1981年—1986年在福建、浙江等地，由李光长（亦作李若亮，化名郑民）为首成立的一个秘密结社政权。

## 成立经过
李光长为一长年蛰居于浙江温州苍南县昌祥村的农民，曾任生产队长，后因犯贪污罪被人民法院判处有期徒刑5年，服刑期间又企图越狱而又被加判5年。刑满释放后，继续散布反对中国共产党的言论，多次实施反革命行为。
1981年初春，李光长化名“郑民”，借从老家到温州市平阳县水头镇探望其老友魏志健之际，为笼络其与自己合作，向其诈称美国的朱纲、苏联的乌林别托等人，按孙中山的临终嘱咐，封自己为皇帝，来掌管天下，创立了一个“子申国”，并在安徽铜陵建设了一个大型地下兵工厂，用以制造核武器。魏志健遂被李光长笼络，并当即被李光长任命为“子申国第三兵团军长”，后又提升为“子申国武装总部第三兵团副司令”。子申国亦被正式炮制出来。
魏志健随后潜往福建，利用搞伪公债作为掩护，图谋寻找台湾特务人员，并暗中挑选下海偷渡逃台对象，企图与台湾特务机关取得联系，要求台湾方面给予经济援助和提供作战武器，但未能得逞。魏志健后又在明溪县活动期间，偶然获悉一个姓许的人要卖一颗“玉玺印”的消息，便匆忙返回向李光长汇报此事。此后，魏志健又曾多次前往探究“玉玺印”的下落，并亲自陪同李光长到旺溪找许某洽谈“玉玺印”之事。李光长和魏志健一伙利用在福建活动的几个月期间，在明溪县、宁化县、建宁县等山区，积极物色一些受过政府处罚以及部分对现实不满的人，并以封官许愿为诱饵，诱使这些人入伙参加子申国。
1985年初，李光长伙同魏志健带领一个工程队到达山西省，并在那里承包一座煤矿。李光长宣称：“要把煤矿办成子申国的大矿，作为子申国的临时指挥部”。并多次察看了煤矿周围的地形和通道。此后不久，还炮制出子申国的“关防大印”，李光长随即用此印任命了“清流县县长”、“清流地方治安团长”和“将乐县副县长”等一批骨干成员。子申国集团的骨干成员旋即开始一面积极发展集团成员，一面编织并传播谣言，制造紧张局势。被李光长任命为“兵团1085军军长”的林永开伙同林炳、戴选能等集团骨干成员于福建宁化县水茜乡一带广泛散布对中国共产党和中华人民共和国政府的不满言论，煽动群众的不稳定情绪，蓄意制造混乱。并借机宣扬子申国皇帝即将登基，四大军区有三大军区属于子申国管辖，子申国拥有核武器届时引起世界大战进而改朝换代，还有天兵相助，保护皇帝登基。如若参加了子申国，到原子弹爆炸时就可以被派车接走等。旋即在宁化水茜乡一带村庄引发骚乱，当地群众纷纷把存款从银行中取出，争相购买物资。还有60余人为保平安，免遭劫难而被煽动加入子申国。子申国骨干成员还对乡村干部进行威胁恐吓，致使一些村委干部不敢再抛头露面。
由于在宁化水茜发展成员较多，有群众基础且位置偏僻，容易攻打。李光长及其党羽便决定率先于此地进行武装暴动，遂开始积极筹备。李光长为筹集经费，多次召开会议进行研究，命令每个成员每月必须交纳15元的组织费。还出台了交100元到1500元者可当团长，交5000元者可当师长，交10000元者可当军长的措施。并宣称子申国成立后，人民币便会被停用，还许诺如现在交钱，以后加倍偿还，并开收据作保证。致使一些集团成员纷纷响应，踊跃交款。根据李光长旨意，子申国骨干成员还制作了以两个地球仪作为图案的由赤蓝黑黄白五种颜色组成的五色国旗，还设计了军旗和以“龙头”为肩章图案的军装样式。林永开负责起草了“军纪法”、“纪功条例”和“军部官兵誓言”，进行武装暴动前的准备工作。子申国骨干成员还曾试图用中药配制了一种能致人昏迷的药物，以供暴动之用，但未获成功。同时，还制订了就地抢枪的计划。并依据“军部秘书”张瑞芳之言：“大年三十除夕的寅时3时05分是虎年虎月虎时，是新一年的开始，打仗一定能百战百胜。”计划于1986年2月8日，即除夕日当天凌晨举行暴动。并决定将暴动队伍分为1个大队、5个中队。由“军政委”周正务带领队伍攻打水茜乡政府、武装部、派出所、银行和邮电局等目标，还谋划攻打劳改农场，把农场里的犯人全部放出编入暴动队伍，再总攻宁化县城。林永开星夜突击，制定出攻打宁化的作战方案，计划表和火力配备表以及攻占线路，由曾念喜画出攻打宁化县的详细作战地图。与此同时，发布命令，通知清流、宁化、旺溪、建宁等多路队伍到明溪县的云阳寺集合。最早赶赴云阳寺的林永开、周正务、曾念喜等6人为制造声势，举行了隆重的六兄弟结拜仪式，并饮鸡血对天发誓：“推翻中国共产党，永保子申国江山不变色，誓与子申国共存亡！”后来暴动日期比原计划推迟了几日。除夕日当晚，永茜、安元、清流等各路人马基本到会齐云阴寺后，林永开召开了由“团”级以上骨干成员参加的会议，宣布作战命令。

## 覆灭
子申国集团的活动被明溪县当地公安机关暗中获悉后，紧急制定了围捕方案。2月9日，明溪县公安局在盖洋村头围捕了一伙借云阳寺集会为名，企图搞暴动的子申国集团成员共46人。2月10日（农历正月初二日）凌晨3时，当子申国成员在明溪、宁化县交界处云阴寺聚集，妄图暴乱之际，公安机关适时破案，派出武警分8路包围云阳寺，捕获团长以上骨干分子33人，缴获关防、成员名单、任命书、军旗、作战方案、火力配备、攻打宁化县城的目标路线图等大量罪证。首犯郑民逃跑，公安机关组织力量追捕，历时45天，跋涉福建、江西、浙江、山东、山西5个省，行程1.5万多公里，终在两个月后在于山东招远将化名为郑民的李光长抓捕归案。